# Locked Up Abroad
Locked Up Abroad (ook bekend onder de naam Banged Up Abroad en Gevangen In Het Buitenland) is een Brits documentaireprogramma, dat in Nederland wordt uitgezonden door National Geographic Channel en SBS6. De serie bestaat sinds maart 2006.
Locked Up Abroad vertelt de verhalen van mensen die in het buitenland gearresteerd zijn, vaak op verdenking van het smokkelen van drugs met een forse gevangenisstraf in vaak slechte omstandigheden tot gevolg. Er zijn echter ook voorbeelden personen die wegens overspel of homoseksualiteit werden opgesloten, en van criminele of politieke gijzelingen. De afleveringen van het programma hebben altijd eenzelfde structuur en opbouw met afwisselend interviews met de betrokken mensen in het heden en reconstructies van het verblijf in het buitenland. De opmerkelijkste afleveringen zijn:
- Sandra Gregory (seizoen 1, aflevering 2), een Amerikaanse, probeerde uit geldgebrek heroïne vanuit Thailand naar Japan te smokkelen en zat in Thailand enkele jaren vast;
- LiaMcCord (seizoen 3 aflevering 3), Amerikaanse, zat in Bangladesh vast wegens heroinesmokkel;
- Kidnapped Abroad (het seizoen van 2008) ging over kidnappings en gijzelingen in het buitenland;
- David Scott (seizoen 6 episode 3), Engelsman, bezocht de Filipijnen kreeg een relatie met een Filipijnse vrouw, maar zowel hij als zijn vriendin belandden door toedoen van haar jaloerse ex-echtgenoot in de gevangenis wegens overspel;
- Stephen Comiskey (seizoen 7, episode 3), Engelsman, neemt een baan in Saoedi-Arabië om zijn ex-vrouw en gezin te onderhouden. Een homoseksuele liefdesaffaire brengt hem in problemen met de politie in een land waar de doodstraf op homoseksualiteit staat.
- Erik Audé (seizoen 7, episode 6), een jonge Hollywoodacteur, denkt dure merkkleding uit Pakistan te smokkelen, maar als zijn bagage wordt doorzocht blijkt er drugs in verborgen en hij verdwijnt voor vele jaren in de gevangenis. Hij meent erin geluisd te zijn en weigert schuld te erkennen, ook wanneer dit hem 7 in plaats van 2 jaar gevangenisstraf oplevert. Audé speelde zichzelf in de reconstructies.
- Susan Haglof (seizoen 7, episode 17), Amerikaanse, woont in Egypte en wil met haar Egyptische echtgenoot een kind adopteren omdat ze zelf geen kinderen meer kan krijgen. De adoptie blijkt frauduleus, ze belandt met haar man in de gevangenis wegens mensensmokkel, en ze verliezen de voogdij over het kind.
- Jerry Amster (seizoen 7, episode 20), een jonge Amerikaanse backpacker, smokkelt in 1980 uit geldgebrek heroïne van Pakistan naar Europa. Bij een tussenlanding in Moskou wordt hij opgepakt en de Sovjetmedia maken van de arrestatie en berechting van een Amerikaan tijdens het hoogtepunt van de Koude Oorlog een groot mediaspektakel. Hij krijgt enkele jaren gevangenisstraf in een werkkamp opgelegd. Hij weet te ontsnappen en de Amerikaanse ambassade te bereiken. Uiteindelijk laten de Sovjetautoriteiten hem vertrekken, maar de Amerikanen ontkennen dat ze een deal met de Sovjets hebben gesloten.
- Matthew VanDyke (seizoen 9, episode 6), vertrekt in 2011 naar Libië om zich bij de rebellen aan te sluiten. Hij wordt krijgsgevangen gemaakt en maanden in eenzame opsluiting in Tripoli vastgehouden, tot Tripoli in augustus 2011 valt en hij zich opnieuw bij de rebellen kan aansluiten.

Inmiddels zijn er in vele landen in de wereld 7 seizoenen van het programma uitgezonden.